# تفجير سيارة مفخخة مقديشو 2021
تفجير انتحاري بسيارة مفخخة في مقديشو في 5 مارس 2021م وقع تفجير انتحاري بسيارة مفخخة خارج مطعم في مقديشو عاصمة الصومال. أسفر الهجوم عن مقتل 20 شخصًا على الأقل وإصابة 30 آخرين. الانفجار كان عنيفًا للغاية وتسبب في دمار هائل وسقوط ضحايا مدنيين.

## خلفية
كانت جماعة الشباب الصومالية المرتبطة بتنظيم القاعدة، قد أعلنت مسؤوليتها عن انفجار خلال الشهر الماضي، أدى إلى مقتل ثلاثة أشخاص على الأقل. من ناحية أخرى تعم الفوضى مقديشو مع تحرك المعارضة وخروجها في مسيرات، ضد تأخّر تنظيم الانتخابات، ما فجّر الوضع السياسي المتأزّم منذ شهور. وتجاوزت الصومال مهلة نهائية كانت محددة لإجراء انتخابات بحلول 8 فبراير، وهو موعد كان من المفترض أن يتنحى فيه الرئيس محمد عبد الله محمد الملقّب فرماجو، ما أدى إلى أزمة دستورية. لم يتمكن فرماجو وزعماء الولايات الفدرالية من حل خلافاتهم بشأن كيفية إجراء الانتخابات، بعدما تم التخلي عن آمال إجراء أول انتخابات منذ العام 1969 بالاقتراع المباشر، على خلفية مشاكل أمنية وسياسية. حاولت مجموعة صغيرة من المتظاهرين الخروج الشهر الماضي من التفجير وذلك في مسيرة على شارع المطار الرئيسي عندما بدأ إطلاق النار، ما دفعهم إلى البحث عن مكان يحتمون به.